# Alexis-Jacques de Serre de Saint Roman
Alexis-Jacques de Serre, comte de Saint-Roman et de Frégeville (13 mai 1770, Paris - 25 avril 1843, Paris) est un militaire et homme politique français.

## Biographie
Fils du comte Jacques de Serre de Saint-Roman, mort guillotiné en 1794, et d'Hélène-Français de Murard, il émigre en 1790 et sert à l'Armée de Condé.
Rentré en France sous le Consulat, il vécut retiré jusqu'à la Restauration.
En 1814, le roi Louis XVIII le nomme comme officier dans les mousquetaires gris et chevalier de l'ordre de Saint-Louis.
Maire de Villejuif depuis 1814 et président du collège électoral du département de l'Allier après les Cent-Jours, il est appelé à la Chambre des pairs le 17 août 1815.
En 1824, il acquiert le château de Méréville.
Il donne sa démission en 1830, pour ne pas prêter serment au gouvernement de Juillet.
Marié à Marie Le Rebours, fille de Jean-Baptiste Auguste Le Rebours de Saint-Mard, président à mortier au parlement de Paris, puis à Marie-Jeanne-Françoise de Tinténiac, fille du général-marquis Hyacinthe de Tinténiac et nièce du chef chouan Vincent de Tinténiac, il est le beau-père de Léon Formose de Barbançois.

## Publications
- Réfutation de Montesquieu sur la balance des pouvoirs (1817)
- Correspondance polémique sur la souveraineté (1820)